# Tomatteita Tokei ga Ima Ugokidashita
Tomatteita Tokei ga Ima Ugokidashita (止まっていた時計が今動き出した) è il decimo album in studio della cantante giapponese Zard, pubblicato nel 2004.

## Tracce
1. Ashita wo Yume Mite (明日を夢見て?, album mix version) – 4:34
2. Toki no Tsubasa (時間の翼?) – 4:44
3. Motto Chikaku de Kimi no Yokogao Mitetai (もっと近くで君の横顔見ていたい?) – 4:30
4. Pray – 4:27
5. Deai Soshite Wakare (出逢いそして別れ?) – 5:26
6. Tomatteita Tokei ga Ima Ugokidashita (止まっていた時計が今動き出した?) – 4:12
7. Hitomi Tojite (瞳閉じて?) – 4:56
8. Sawayakana Kimi no Kimochi (さわやかな君の気持ち?) – 4:55
9. Ai de Anata wo Sukuimashou (愛であなたを救いましょう?) – 5:02
10. Tenshi no Youna Egao de (天使のような笑顔で?) – 3:45
11. Kanashii Hodo Kyou wa Ame de mo (悲しいほど 今日は雨でも?) – 4:06